# Алжиро-пакистанские отношения
Алжиро-пакистанские отношения являются дружественными. Страны поддерживают друг друга на различных многосторонних форумах, включая ООН, ОИС и ДН. 

## История
Пакистан был одной из первых стран, признавших Временное правительство Республики Алжир в изгнании 19 сентября 1958 года под руководством премьер-министра Фархата Аббаса и разрешившего ему открыть представительство в Карачи. Правительство Пакистана предоставило дипломатические паспорта видным членам алжирского правительства в изгнании для их зарубежных поездок, к примеру Ахмеду бен Белла. Из-за поддержки Пакистаном независимости Алжира двусторонние отношения Пакистана и Франции в рассматриваемый период находились на самом низком уровне.
После землетрясения 8 октября 2005 года в Пакистане правительство Алжира отправило 800 палаток, 200 одеял и 10 тонн лекарств. В ноябре 2008 года после землетрясения в Белуджистане правительство Алжира пожертвовало чек на 1 миллион долларов США.
Отношения между двумя странами получили новый импульс после визита бывшего президента Мушаррафа в июле 2003 года после долгого двенадцатилетнего перерыва. Этот визит стал значительным шагом вперед в укреплении и повышении уровня двусторонних отношений между двумя странами. Встречи президента с президентом Алжира и другими лидерами дали возможность обменяться мнениями и выработать лучшее понимание по широкому кругу вопросов, представляющих взаимный, региональный и международный интерес. Алжирцы высоко оценили ведущую роль Пакистана как передового государства в международной коалиции по борьбе с терроризмом и его неизменную приверженность сотрудничеству с международным сообществом, включая Алжир, для искоренения этой угрозы.
В сентябре 2005 года в Исламабаде состоялась первая инаугурационная сессия Совместной министерской комиссии (СМК) между Пакистаном и Алжиром. Алжирскую делегацию возглавлял министр малых и средних предприятий и ремесел Мустафа Бенбада, а пакистанскую сторону возглавлял федеральный министр нефти и природных ресурсов г-н Аманулла Хан Джадун. Были подписаны три соглашения о сотрудничестве в области малых и средних предприятий (МСП) и ремесел, программы культурного обмена на 2005-08 гг., а также науки и технологий.

## Контакты на высоком уровне
Президент генерал Первез Мушарраф посетил Алжир с 15 по 17 июля 2003 г. в рамках визита в три страны Северной Африки (Тунис, Алжир и Марокко). Его сопровождали министр иностранных дел и государственный министр / председатель Бюро содействия экспорту. Президента также сопровождала делегация пакистанских бизнесменов. Он встретился с президентом Алжира, председателями Сената и Национального собрания Алжира и главой правительства. Президент также обратился к избранной группе алжирских бизнесменов и экономических операторов. Делегация Сената Пакистана в составе 8 человек во главе с председателем Сената г-ном Мохаммадмианом Сомро посетила Алжир с 29 августа по 2 сентября 2003 года. Во время своего 5-дневного пребывания в Алжире делегация провела встречи с президентом Алжира, председателем Сената Алжира, председатель Народного национального собрания, премьер-министром; министром иностранных дел, министром торговли; министром культуры и информации и президентом Торгово-промышленной палаты Алжира.